# Rike Schmid
Rike Schmid (Hannover, 19 luglio 1979) è un'attrice tedesca.

## Biografia
Trascorre la sua infanzia e giovinezza a Colonia. Ha la sua prima esperienza teatrale all’età di dodici anni. Immediatamente dopo essersi diplomata al liceo nel 1999, interpreta un ruolo da protagonista nella serie televisiva Aus gutem Haus. Successivamente, è di scena in diverse pellicole e fiction, tra cui Die Sitte (2003). Dal 2003 al 2007 appare accanto al premio Oscar Maximilian Schell in diverse stagioni della serie televisiva “Der Fürst und das Mädchen”. Questo ruolo la fa conoscere in Italia: infatti la soap tedesca, doppiata in italiano con il titolo “Il Principe e la Fanciulla”, è stata trasmessa dal 25 gennaio al 9 giugno 2010 su Rai 3, registrando ottimi ascolti. Nel frattempo veste i panni di Emilie in “Baal” (2004), adattamento cinematografico dell’omonima commedia di Bertold Brecht. Poi interpreta la schiava romana Claudia Atte nella fiction “Nero” (2005), che racconta la vita dell’imperatore Nerone, ed è protagonista al cinema nel film Schwere Jungs (2006). In seguito, recita in numerosi film e serie televisive, tra cui “Augenzeugin” (2008) sulla rete tedesca ZDF, il film d'avventura “Ausgerechnet Afrika” (2010), la produzione cinematografica di Bollywood “Don – The King is Back” (2011) e la commedia “Bloß kein Stress” (2014). Nel 2017 arriva il ruolo di protagonista femminile nella miniserie televisiva in quattro puntate Maltese - Il romanzo del Commissario, diretta da Gianluca Maria Tavarelli e con Kim Rossi Stuart come interprete principale. Il suo personaggio è quello di Elisa Ripstein, ispirato alla fotografa Letizia Battaglia, fotoreporter nota come “la fotografa delle mafie”. 
Oltre alla sua carriera di attrice, ha studiato sociologia, psicologia e scienze dell’educazione presso l’Università di Colonia e la Libera Università di Berlino. Nel 2009 si è laureata in sociologia. Nel 2018 si è aggiudicata una prestigiosa borsa di studio fornita dall’Accademia Tedesca di Roma Villa Massimo. 
Come autrice, ha pubblicato nel 2011 “Schauspielerinnen. Die Suche nach weiblicher Identität” e nel 2015 “Nimm mich mit nach Gestern”, basato su una corrispondenza intergenerazionale con la famosa scrittrice tedesca Renate Delfs.

## Filmografia

### Cinema
- Wir, regia di Martin Gypkens (2003)
- Die Hitlerkantate, regia di Jutta Brückner (2005)
- Schwere Jungs, regia di Marcus H. Rosenmüller (2006)
- Wortbrot, regia di Estelle Klawitter (2007)
- Don 2, regia di Farhan Akhtar (2011)
- Open My Eyes, regia di Marcel Grant (2016)
- Mandy: The Social Drama, regia di Aron Craemer (2017)
- Il destino degli uomini, regia di Leonardo Tiberi (2018)
- La scuola degli animali magici (Die Schule der magischen Tiere), regia di Gregor Schnitzler (2021)

### Televisione
- St. Angela – serie TV, episodio 7x05 (2001)
- Küstenwache – serie TV, episodio 4x02 (2001)
- 14º Distretto (Großstadtrevier) – serie TV, episodio 16x13 (2002)
- Wenn zwei sich trauen, regia di Erwin Keusch – film TV (2002)
- Im Namen des Gesetzes – serie TV, episodio 7x14 (2003)
- Die Sitte – serie TV, 6 episodi (2003)
- Wolff, un poliziotto a Berlino (Wolffs Revier) – serie TV, episodio 12x02 (2003)
- Ein starkes Team – serie TV, episodio 1x27 (2004)
- Baal, regia di Uwe Janson – film TV (2004)
- Imperium: Nerone, regia di Paul Marcus – film TV (2004)
- Un caso per due (Ein Fall für zwei) – serie TV, episodio 25x07 (2005)
- Zwei gegen zwei, regia di Lars Jessen – film TV (2005)
- Das Trio – serie TV, episodio 1x01 (2005)
- Einsatz in Hamburg – serie TV, episodio 1x07 (2006)
- Aus gutem Haus – serie TV, 17 episodi (2000-2006)
- Meine bezaubernde Feindin, regia di Oliver Dommenget – film TV (2006)
- Il principe e la fanciulla (Der Fürst und das Mädchen) – serie TV, 33 episodi (2003-2007)
- Augenzeugin, regia di Marcus O. Rosenmüller – film TV (2008)
- Küss mich, wenn es Liebe ist, regia di Anja Jacobs – film TV (2008)
- Donna Leon – serie TV, episodio 1x13 (2008)
- Die dunkle Seite, regia di Peter Keglevic – film TV (2008)
- Entführt, regia di Matti Geschonneck – film TV (2009)
- L'organizzatore di cuori (Liebe ist Verhandlungssache), regia di Sven Bohse – film TV (2009)
- Butter bei die Fische, regia di Lars Jessen – film TV (2009)
- Le indagini di padre Castell (Ihr Auftrag, Pater Castell) – serie TV, episodio 2x02 (2009)
- Countdown (Countdown - Die Jagd beginnt) – serie TV, episodio 1x03 (2010)
- Niedrig und Kuhnt - Kommissare ermitteln – serie TV, episodio 8x27 (2010)
- Ausgerechnet Afrika, regia di Axel Barth – film TV (2010)
- Der Doc und die Hexe – serie TV (2010)
- Die Bergretter – serie TV, episodio 2x03 (2010)
- Katie Fforde – serie TV, episodio 1x05 (2011)
- Beate Uhse - Das Recht auf Liebe, regia di Hansjörg Thurn – film TV (2011)
- Heiter bis tödlich - Henker & Richter – serie TV, 16 episodi (2011-2012)
- Danni Lowinski – serie TV, episodio 4x09 (2013)
- George, regia di Joachim Lang – film TV (2013)
- Morden im Norden – serie TV, episodio 3x04 (2014)
- Sibel & Max – serie TV, episodio 1x10 (2015)
- Bloß kein Stress, regia di Lars Jessen – film TV (2015)
- Il commissario Lanz (Die Chefin) – serie TV, episodio 5x04 (2015)
- Mein gebrauchter Mann, regia di Lars Jessen – film TV (2015)
- My Life (Rote Rosen) – serial TV, 74 episodi (2015–2016)
- Maltese - Il romanzo del Commissario, regia di Gianluca Maria Tavarelli – miniserie TV, 4 puntate (2017)
- Jürgen - Heute wird gelebt, regia di Lars Jessen – film TV (2017)
- Squadra Speciale Colonia (SOKO Köln) – serie TV, episodi 6x26-14x09 (2010-2017)
- Wilsberg – serie TV, episodio 1x58 (2018)
- Soko 5113 – serie TV, episodi 40x08-43x27 (2014-2018)
- La casa tra le montagne (Daheim in den Bergen) – serie TV, episodio 1x01 (2018)
- The Conductor – serie TV, 7 episodi (2018)
- I delitti della Foresta Nera (Und tot bist Du - ein Schwarzwaldkrimi), regia di Marcus O. Rosenmüller – film TV (2019)
- SOKO Hamburg – serie TV, episodio 2x04 (2019)
- Der Staatsanwalt – serie TV, episodi 6x04-15x02 (2011-2020)
- Der Bergdoktor – serie TV, episodi 3x14-13x06 (2010-2020)
- Bettys Diagnose – serie TV, episodi 1x01-7x12 (2015-2020)
- Waldgericht - ein Schwarzwaldkrimi, regia di Marcus O. Rosenmüller – miniserie TV, 2 puntate (2021)
- Ultima traccia: Berlino (Letzte Spur Berlin) – serie TV, episodio 10x03 (2021)
- Squadra Speciale Cobra 11 (Alarm für Cobra 11 – Die Autobahnpolizei) – serie TV, episodio 26x07 (2021)
- Squadra Speciale Stoccarda (SOKO Stuttgart) – serie TV, episodi 10x02-13x14 (2018-2021)
- Black Out – serie TV (2023-2025)
- Noi siamo leggenda – serie TV, 6 episodi (2023)
- Schneekind - ein Schwarzwaldkrimi, regia di Marcus O. Rosenmüller – miniserie TV, 1 puntata (2023)

## Libri
- 2011: Schauspielerinnen. Die Suche nach weiblicher Identität. Berliner Arbeiten zur Erziehungs- und Kulturwissenschaft, Band 50. Logos Verlag Berlin, ISBN 978-3-8325-2570-5
- 2015: Nimm mich mit nach Gestern. Herbig Verlag München, ISBN 978-3-7766-2762-6